# Otłoczyn
Otłoczyn – wieś sołecka w Polsce położona w województwie kujawsko-pomorskim, w powiecie aleksandrowskim, w gminie Aleksandrów Kujawski.
31 października 2011 r. wieś miała 483 osoby zameldowane na pobyt stały.
Wieś położona jest nad Wisłą i jej lewobrzeżnym dopływem rzeką Tążyną w pierwszej strefie klimatycznej Niziny Ciechocińskiej.

## Przynależność administracyjna świecka i kościelna
Od X wieku do XV wieku miejscowość administracyjnie należała do kasztelanii słońskiej, diecezja kujawska w Kruszwicy, a od XII wieku diecezja gnieźnieńska od 1325 dekanat inowrocławski, parafia Słońsko.
W latach 1466–1772 miejscowość administracyjnie należała do województwa inowrocławskiego zwanego też gniewkowskim, powiat Podgórz, metropolia gnieźnieńska, archidiecezja gnieźnieńska, dekanat inowrocławski, a od 1615 dekanat gniewkowski, parafia Podgórz.
W latach 1773–1920 miejscowość gminna administracyjnie należała do powiatu toruńskiego, metropolia gnieźnieńska, archidiecezja gnieźnieńska, dekanat gniewkowski, parafia rzymskokatolicka Podgórz, parafia protestancka menonitów Otłoczyn, obejmująca również sąsiednie wsie – od strony północnej Rudak i zachodniej Maciejewo, a od XIX wieku również wsie Czerniewice, Pieczenia, Brzeczka, Stare Grabie, Sarnak, Grabie, Poczałkowo i miasto Służewo. W 1902 wybudowano kościół protestancki we wsi Rudak i z podziału parafii Otłoczyn powstała tam nowa parafia protestancka. W 1905 wybudowano również nowy kościół protestancki w Otłoczynie, a w 1921 drewniany filialny kościółek rzymskokatolicki parafii Podgórz.
W latach 1920–1939 miejscowość administracyjnie należała do województwa pomorskiego, powiatu toruńskiego, gminy Popioły, metropolia gnieźnieńska, archidiecezja gnieźnieńska, dekanat gniewkowski, parafia Podgórz.
W latach 1945–1975 miejscowość administracyjnie należała do województwa bydgoskiego, powiatu toruńskiego, gromady Otłoczyn, metropolia gnieźnieńsko-poznańska, archidiecezja gnieźnieńska, dekanat gniewkowski, w 1945 w kościele poprotestanckim Rudak powstała parafia rzymskokatolicka obejmująca Otłoczyn, a z inicjatywy grupy parafian w Otłoczynie w 1946 roku w kościele poprotestanckim utworzona filialny kościół rzymskokatolicki parafii Rudak, od 1958 samodzielny ośrodek duszpasterski w Otłoczynie. W 1968 roku erygowano nową parafię pw. Najświętszego Serca Pana Jezusa w Otłoczynie. Po wojnie wieś była siedzibą władz gminy Popioły.
W latach 1975–1998 miejscowość administracyjnie należała do województwa włocławskiego, gminy Raciążek, a po jej likwidacji w 1976 do gminy Aleksandrów Kujawski, metropolia gnieźnieńsko-poznańska, archidiecezja gnieźnieńska, dekanat gniewkowski, a od 1986 dekanat Podgórz. W 1984 z części parafii Rudak i parafii Otłoczyn, obejmującą wieś Brzoza, utworzono nową parafię Czerniewice. W latach 1976–1981 dużą część Otłoczyna o nielicznym zasiedleniu, ale bez wiedzy mieszkańców wsi przehandlowano na szczeblu władz partyjnych dla województwa toruńskiego, wsi Brzoza. W tych latach parafianie Otłoczyna z wielkim oddaniem postawili pomnik ofiar wypadku kolejowego w Otłoczynie i organizowali wielkie Polowe Msze Święte w rocznicę katastrofy gromadzące dziesiątki tysięcy ludzi.
Od 1992 roku po reformie administracyjnej Kościoła: metropolia gdańska, diecezja toruńska, dekanat Podgórz, parafia Otłoczyn.

## Nazwa miejscowości
Dawniej: prasłowiański Otłoczyny, łac. Otlucin, Otluczino, niem. Otloczyn od X wieku, Ottloczyn wiek XVIII, Ottlotschin od XIX wieku.

## Historia Otłoczyna
Powstanie wsi było związane z przeprawą przez bród na Wiśle, który istniał na nizinie zalewowej rzeki zwanej potocznie w języku prasłowiańskim otłoczyny (zbutwiały wymoczony len) i od niej, zaczęto ją nazywać Otłoczyn. Na tym rozlewisku do dziś dziko rośnie len. Nizina rozlewiska zwana Otłoczyny z racji swojego ukształtowania była czynnikiem stymulującym powstania punktów osadniczych związanych z możliwością przeprawy przez naturalny, najlepszy bród przez Wisłę w jej północnym odcinku. Teren bogaty w podziemne złoża solanek i wód termalnych; w ostatnich wiekach szczególnie ceniony za jego właściwości mikroklimatyczne.

### Prehistoria
Wieloletnie badania terenowe realizowane przez Zespół Badań Kujaw, a następnie do chwili obecnej Zakład Prahistorii Polski Instytutu Prahistorii Uniwersytetu im. Adama Mickiewicza w Poznaniu, dają możliwość poznania historii Kujaw. W Otłoczynie znajdowała się przeprawa na wschodni brzeg Wisły, która była czynnikiem determinującym założenia punktów osadniczych, gdyż na przestrzeni znacznego odcinka Wisły, trudno było znaleźć lepszy punkt dla w miarę dogodnego przejścia przez tę rzekę. Na ogół brzegi są tutaj strome utrudniające przeprawę, a jedynie na wysokości Otłoczyna łagodne zbocza doliny umożliwiają swobodny dostęp do koryta rzeki.
Około czternastu tysięcy lat temu po wycofaniu się lądolodu skandynawskiego człowiek pojawił się tutaj w grupach łowiecko–zbierackich. Ślady jednego z najstarszych obozowisk ludności schyłkowego paleolitu odkryto po prawej stronie nad rzeką Tążyną. Wiedzę o wczesnoagrarnych społeczeństwach Niżu oraz rozwojem kulturowym społeczeństw Kujaw w neolicie i początkach epoki brązu zawdzięczamy programowi studiów prowadzonych od lat osiemdziesiątych XX wieku przez Zakład Prahistorii Polski. Dzisiaj te osady to wsie Gminy Aleksandrów Kujawski takie jak: Wilkostowo, Przybranowo, Poczałkowo, Przybranówek, Podgaj, Opoki, Opoczki, Grabie, Goszczewo, Otłoczynek, Otłoczyn i Wołuszewo. Społeczeństwa te posiadały umiejętności uprawy roli obróbki kamienia przez gładzenie i wiercenie otworów, chowu bydła, wyrobu ceramiki, tkactwa i posługiwania się łukiem. Należeli do tzw. kultury pucharów lejkowatych, kultury amfor kulistych (około 4500 lat p.n.e.) i kultury ceramiki sznurowej (około 2500 lat p.n.e.).
Badania archeologicznych doprowadziły do odkrycia w Otłoczynie tzw. grobów kloszowych z IV wieku p.n.e., dwóch cmentarzysk z pięciu wieków do I wieku n.e. oraz na ślady pieca warzelnego, wykorzystywanego do produkcji soli w okresie lateńskim (II i I wiek p.n.e.), jednego z najstarszych w Europie, który archeolodzy łączą z wpływami kultury celtyckiej na tym terenie. Pewne jest istnienie osady w Otłoczynie w II wieku p.n.e. to jest od zwiększenia wymiany handlowej od III wieku p.n.e. do V wieku n.e.

#### Szlak bursztynowy na Kujawach
Bursztyn bałtycki znany był w Rzymie i Grecji, ale także w Babilonie i Egipcie. Najstarsze szlaki bursztynowe kształtowały się w epoce brązu (1700–650 p.n.e.). W III w. p.n.e. szlak bursztynowy do brodu na Wiśle w Otłoczynie spopularyzowali Celtowie, a po nich (I–IV w. n.e.) przejęli go i rozwinęli Rzymianie. Nie istniał jeden ściśle wytyczony trakt łączący Cesarstwo Rzymskie z terenami nadbałtyckimi. Trakty te rekonstruuje się na podstawie znalezisk archeologicznych. Wyznaczają je skupiska osadnicze i ciągi rzeczne, łatwiejsza możliwość przeprawy przez bród dużych rzek, a przede wszystkim przedmioty wymiany handlowej, zwłaszcza rzymskie importy (naczynia z brązu, szkło, ceramika i numizmaty).
Szlak bursztynowy połączył wybrzeże Adriatyku i Bałtyku, Cesarstwo Rzymskie z krainami dalekiej Północy, tajemniczym Barbaricum. Szlak obsługiwał również zaopatrzenie Rzymian w skóry, futra, ryby, miód, a także sól i pierze. Towarem, w który obfitowały tereny „Barbaricum” byli niewolnicy. Sprzedawano jeńców, a nawet członków własnego plemienia. Dla osad znad Tążyny i Wisły było to szansą rozwoju i kontaktu ze światem, uczenia się od nich. Spowodowało to rozwinięcie w ramach grupy przeworskiej tzw. grupy kruszańskiej (nazwa od miejscowości Krusza Zamkowa). Grupa ta znała koło garncarskie i charakteryzowała się wysokim poziomem metalurgii, używała żarna do produkcji mąki, pojawiły się nowe obrządki religijne. Znajdywanie monet rzymskich w Otłoczynie świadczy o bardzo ożywionych stosunkach handlowych przy okazji sprowadzania bursztynu.
Szlak bursztynowy prowadził z Akwilei nad Morzem Adriatyckim przez Przełęcz Piro (Hrusica – 867 m n.p.m.), Emone (Lublana), Poetoovio (Ptuj), Scarabantie (Sopron) i punkt wypadowy z imperium rzymskiego na tereny barbarzyńskie leżące na „limesie” miasto Carnuntum, a dalej przez naddunajskie faktorie, Czechy i Morawy, Bramę Morawską na Śląsk do Wrocławia lub Opola nad Prosnę na Kalisz (Calisia). Stąd droga prowadziła w górę Swędrni do Powy lub Czarnej Strugi i z biegiem tej rzeki do przeprawy przez Wartę w rejonie Konina (Setidava), a dalej wzdłuż Noteci nad Jezioro Gopło do Kruszy Zamkowej i wzdłuż Tążyny do Otłoczyna. Cytowane studia wniosły szczegółowy wizerunek kujawskiego odcinka szlaku. Jego przebieg wyznaczają m.in. „wysepki osadnicze”, zajmujące powierzchnie o średnicy 1,5–2,5 km, rozmieszczone w regularnych odstępach mniej więcej około 20 km od siebie. W sumie na odcinku Konin – Otłoczyn można spotykać pięć takich skupień zlokalizowanych w rejonie Paniewa, Kościeszek, Kruszy Zamkowej oraz Gąsek i Opok.
Poszczególne osady centralne pełniły funkcje punktów etapowych, tj. punktów zatrzymania się wędrujących szlakiem bursztynowym podróżnych, gdzie mieściły się też stacje wymiany towarów.
Ostatnim jednym z kluczowych punktów w organizacji kujawskiego odcinka szlaku bursztynowego – w jego najbardziej znanej, złożonej wersji; ze schyłku starożytności – jest przeprawa w Otłoczynie. Przeprawa kończy fragment szlaku zawartego pomiędzy Wartą a Wisłą, którego centralny system osadniczy usytuowany był w rejonie Kruszy Zamkowej koło Inowrocławia. System ów w efekcie najnowszych badań prof. Aleksandry Cofta-Broniewskiej można identyfikować ze znanym z przekazu Ptolemeusza emporium Askaukalis. Z rejonu emporium znane są najbardziej złożone kompleksy źródeł dokumentujących miejscowe bursztyniarstwo.
W Otłoczynie stwierdzono, jak dotąd, istnienie 6 stanowisk archeologicznych, w tym dwu cmentarzysk i jednej osady. Nie jest to silny zespół osadniczy, szczególnie gdy się weźmie pod uwagę, że stanowi pozostałość osadnictwa z pięciu stuleci (I wiek n.e. – IV wiek n.e.). Słabe gleby pozwalały uprawiać jedynie żyto, hodować świnie, kozy i owce. Istniało warzelnictwo soli i garncarstwo. Prawdopodobnie istniało małe centrum metalurgii.
W IV wieku naszej ery otworzył się okres wędrówek ludów, który trwał do VI wieku. Wyznaczył on okres schyłku starożytności inicjował rozwój doby średniowiecza. Przez bród na Wiśle w Otłoczynie przeprawiały się liczne grupy plemienne. Hunowie, Wandalowie, Burgundowie, Gotów i Gepidzi, a po nich ekspansja ludów bałtyckich. Na Kujawach nastąpił upadek kultury przeworskiej. Koniec tego okresu to spadek gęstości osadnictwa i wpływów rzymskich. Ziemie te zaczęły zasiedlać plemiona słowiańskie, a od jej (związanej z lnem) przydatnej praktycznie funkcji zwanej Otłoczyny osada obsługująca bród przez Wisłę przyjęła nazwę Otłoczyn. Pierwsi to najprawdopodobniej Sklawenowie. Wcześni Słowianie z północy lub z dorzecza Dniestru. Następował powolny wzrost gospodarczy, uprawiali ziemię, bydło, tkali na krosnach len. Organizowali się we wspólnoty rodowe, pojawiły się pierwsze grody obronne. Najprawdopodobniej pierwszymi w Otłoczynie byli Goplanie znający się na czerpaniu korzyści z terenów podmokłych. Później podbici przez Polan, dobrych rolników i wojów z umiejętnością budowy grodów.

### Średniowiecze
Średniowiecze to liczne przemarsze wojsk grabieżców napadających na Kujawy i Wielkopolskę, Prusów, ale głównie Krzyżaków prowadzących metodę częstych wojen podjazdowych, które trwały aż do pokoju w Kaliszu zawartego w 1343 roku.
Bród na Wiśle był strategicznym miejscem, co potwierdzają wykopaliska. Na terenach nadwiślańskich odkryto umocnienia obronne z pali drewnianych i szczątki poległych w bojach wojów. Karol Bunsch w kilku swoich powieściach historycznych wymienia Otłoczyn i opisuje obronę przeprawy strzeżonej przez polskich rycerzy. Pierwsza notowana wzmianka o Otłoczynie pochodzi 1015 roku. Najstarszym znanym właścicielem ziemskim, który posiadał dobra w tych okolicach był Wojsław (zm. po 1140) z rodu Powałów (Ogończyków), który posiadał m.in. Otłoczyn i Ostrowąs. Otłoczyn został w 1191 r. podarowany przez Ogończyków Klasztorowi Norbertanek ze Strzelna, a potem wszedł w skład dóbr Biskupów Kujawskich w Kruszwicy. Inne posiadłości Ogończyków, Opoki i Ostrowąs, w XIII w. również weszły w skład własności kościelnej – należały do Biskupów Płockich. Zaczęły powstawać pierwsze karczmy dla podróżnych przeprawiających się przez Wisłę. Tę część Otłoczyna nazywano Karczemką. Wymieniony wśród włości Biskupów Kujawskich w dokumencie księcia kujawskiego Kazimierza, syna Konrada mazowieckiego w roku 1250. Otłoczyn w 1215 r. na mocy układu opata z Trzemeszna z Biskupem Kujawskim Bartonem pozostał w posiadaniu biskupa. Według tegoż dziedzicem tej wsi był kiedyś Sasin, ojciec Gedki Biskupa Mazowieckiego. Gedko Sasinowic następnie zamienił tę wieś z pewnym Klemensem na Latowice. Klemens umieszczając córkę w klasztorze strzeleńskim, dał z nią i wieś. Klasztor zaś zamienił ją z Biskupem Kujawskim Michałem na młyn Quetsen. Wojska Polskie również wykorzystywały bród do swoich przemarszów na Prusy. W 1410 roku, kiedy to po zwycięstwie pod Grunwaldem Władysław II Jagiełło w Raciążku prowadził rozmowy pokojowe z Krzyżakami. W dokumencie z roku 1583 Otłoczyn przypisany jest do parafii Słońsko. Był on siedzibą kasztelanii i grodem książęcym wzmiankowanym w dokumentach w 1065 roku, a parafia Słońsko należy do najstarszych w Polsce, była erygowana pod koniec X wieku.

### I Rzeczpospolita

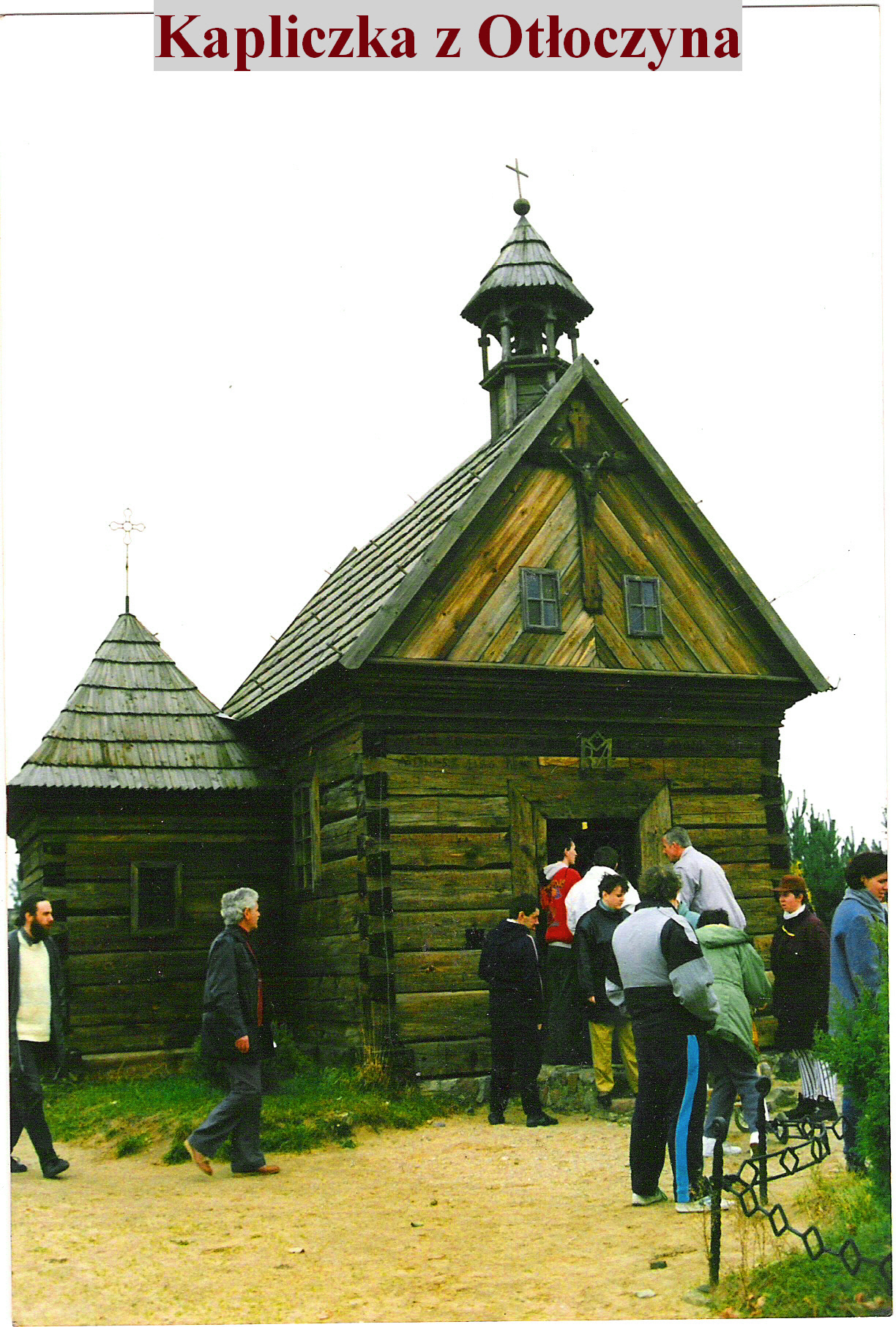
Wielkopolski Park Etnograficzny

Na przełomie XVI i XVII wieku osiedlili się wzdłuż Wisły, w Nizinie Ciechocińskiej, menonici, odłam anabaptystów, którzy uciekli przed prześladowaniami ze swej ojczyzny. Pierwszych osiedlano w Otłoczynie w 1598 roku, w Słońsku 1605 r. i w Wołuszewie w 1628 r. Zwano ich popularnie Olędrzy, Olendrzy, Holendrzy i nie wszyscy byli menonitami. Mianem tym określano wszystkich osadników osiedlających się na zalanych lub podmokłych gruntach w Rzeczypospolitej. Byli wśród nich Holendrzy, Fryzowie, Flamandowie, Fallandowie, Szkoci, Niemcy z Nadrenii i Czesi i Węgrzy. Osadnicy gospodarzyli inaczej niż rdzenni mieszkańcy. Mieli oni dobrze opanowaną skomplikowaną technikę budowania ziemnych umocnień, które służyły w celu ochrony polderów zalewowych Wisły. Razem budowali domy, młyny, tamy i zapory, cechowali się wielką pracowitością i wytrwałością w swoich przedsięwzięciach, a starali się być całkowicie samowystarczalni. Domy wznosili na specjalnych nasypach zwanych terpami, zaś pola przecinali rowami odwadniającymi. Cechowała ich wyjątkową solidarność i bardzo surowe zasady moralne. W Otłoczynie wzdłuż kanałów melioracyjnych, grobli i wałów rosną, dziś odnawiane, a przez nich kiedyś sadzone, wierzby. Zwyczaj ten i pierwsze sadzonki drzew, z których przycinane gałęzie, co roku, służyły im do budowy ziemnych umocnień, wprowadzili Olędrzy na terenach od Żuław po Mazowsze, gdzie osiedlali się wzdłuż Wisły, Bugu i innych rzek. Ostatni zostali zabici lub wypędzeni (jako „Niemcy”) w 1945 roku. Nieliczni potomkowie ze spolszczonych rodzin pozostali i mieszkają w Otłoczynie, Wołuszewie i Słońsku.
W 1765 r. z fundacji Jana Szymona Dębskiego, kasztelana brzeskiego, powstała w Otłoczynie kaplica drewniana jednonawowa, z zakrystią. Data budowy wyciętą na nadprożu, konstrukcja zrębowa, przykryta dwuspadowym dachem. Wewnątrz ołtarz barokowy z obrazami Matki Boskiej Częstochowskiej i św. Kazimierza oraz polichromowane kolebkowe sklepienie z motywami ptaków, liści i kwiatów. Nad prezbiterium wyniesiona wieżyczka z sygnaturką. Według informacji przekazywanych z pokolenia na pokolenie, w drodze do Torunia w dniu 2 czerwca 1812 roku, przy kaplicy zatrzymał się i modlił Napoleon Bonaparte, a na placu przy kaplicy zostali pochowani w 1830 roku polegli powstańcy, kiedy przez bród w Otłoczynie przeszła Rosyjska Armia Cesarska gen. Paskiewicza.

### Polska pod zaborami

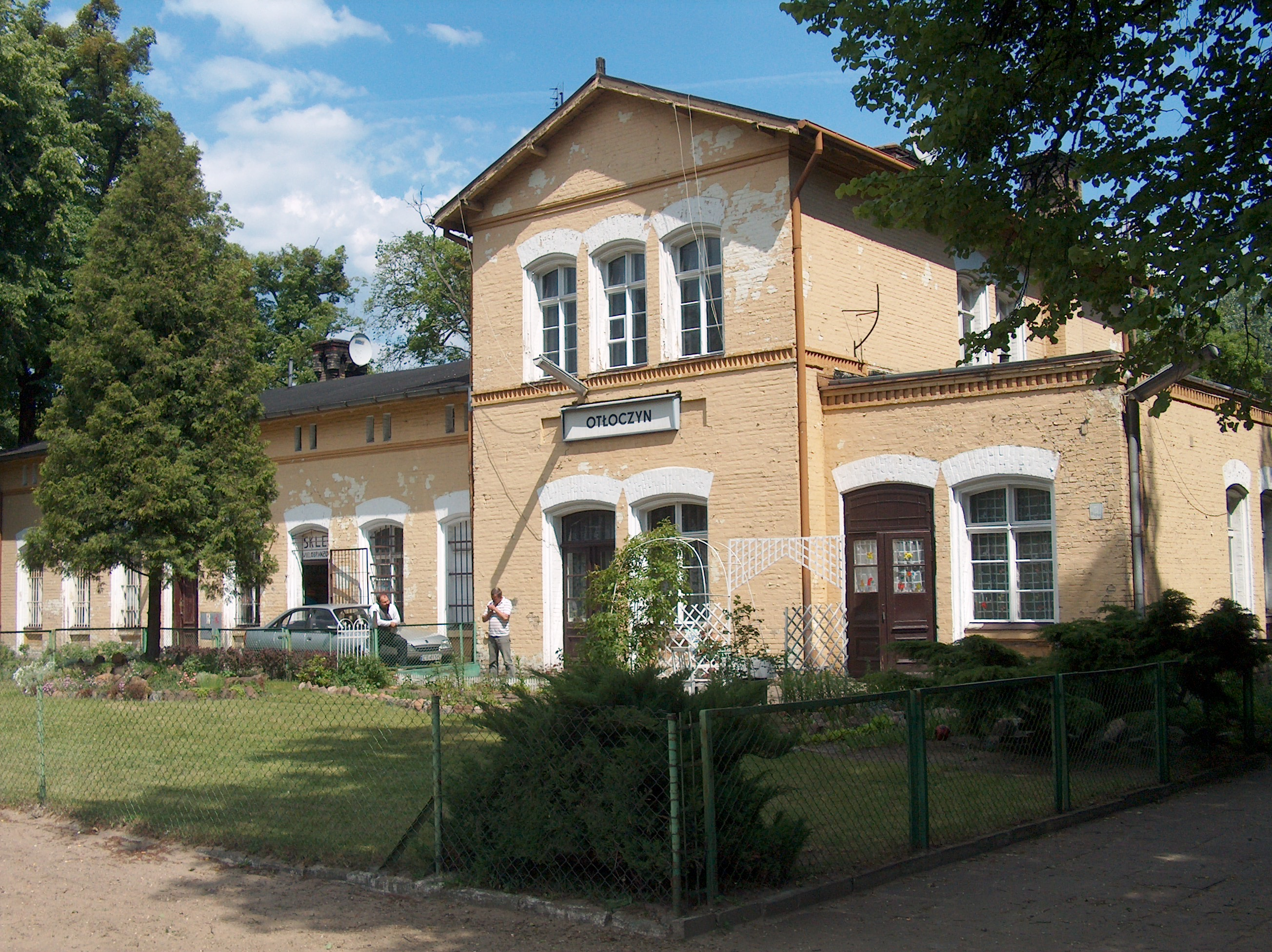
Dworzec kolejowy w Otłoczynie – 1860

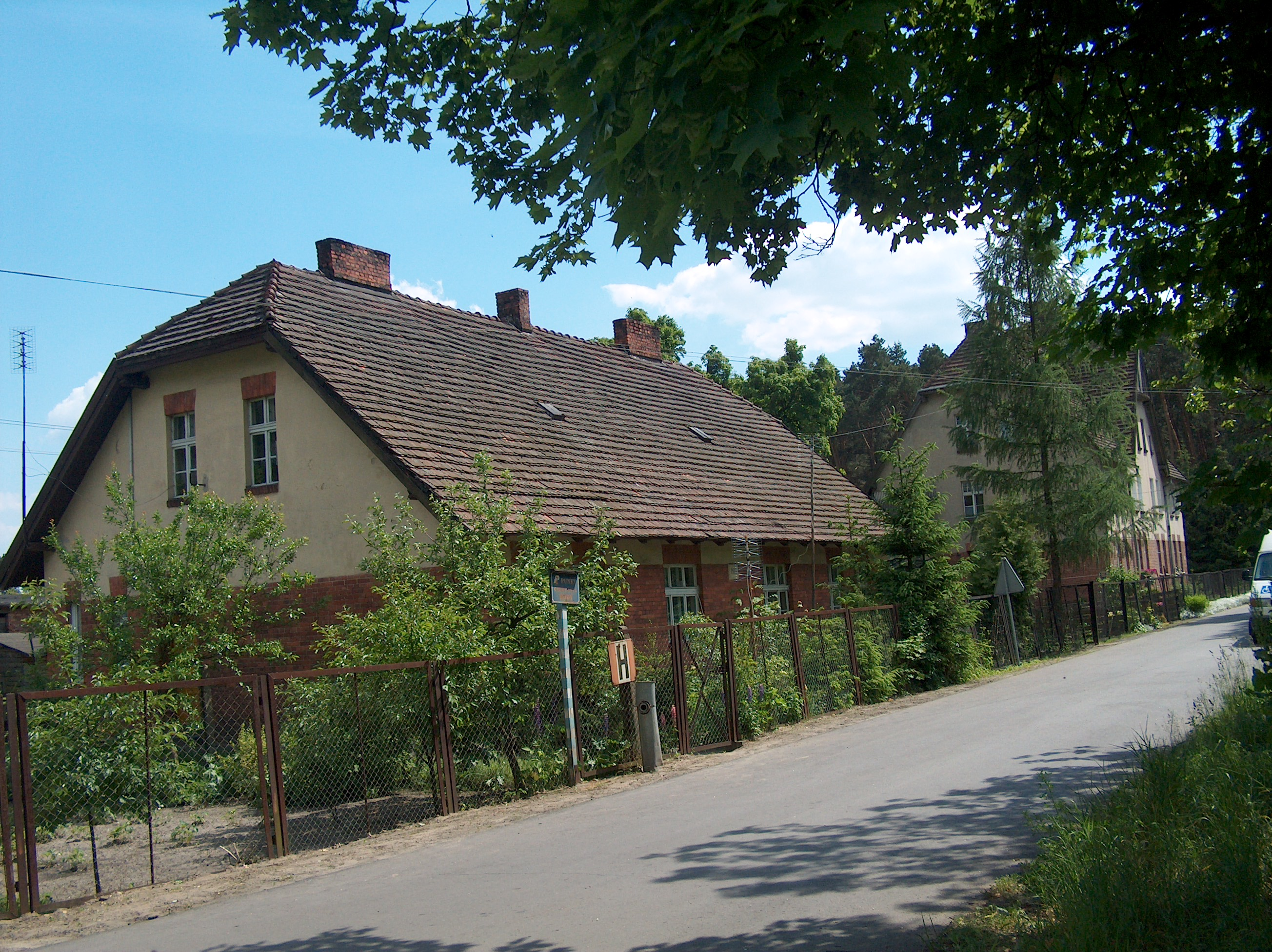
Budynki pograniczników – 1908

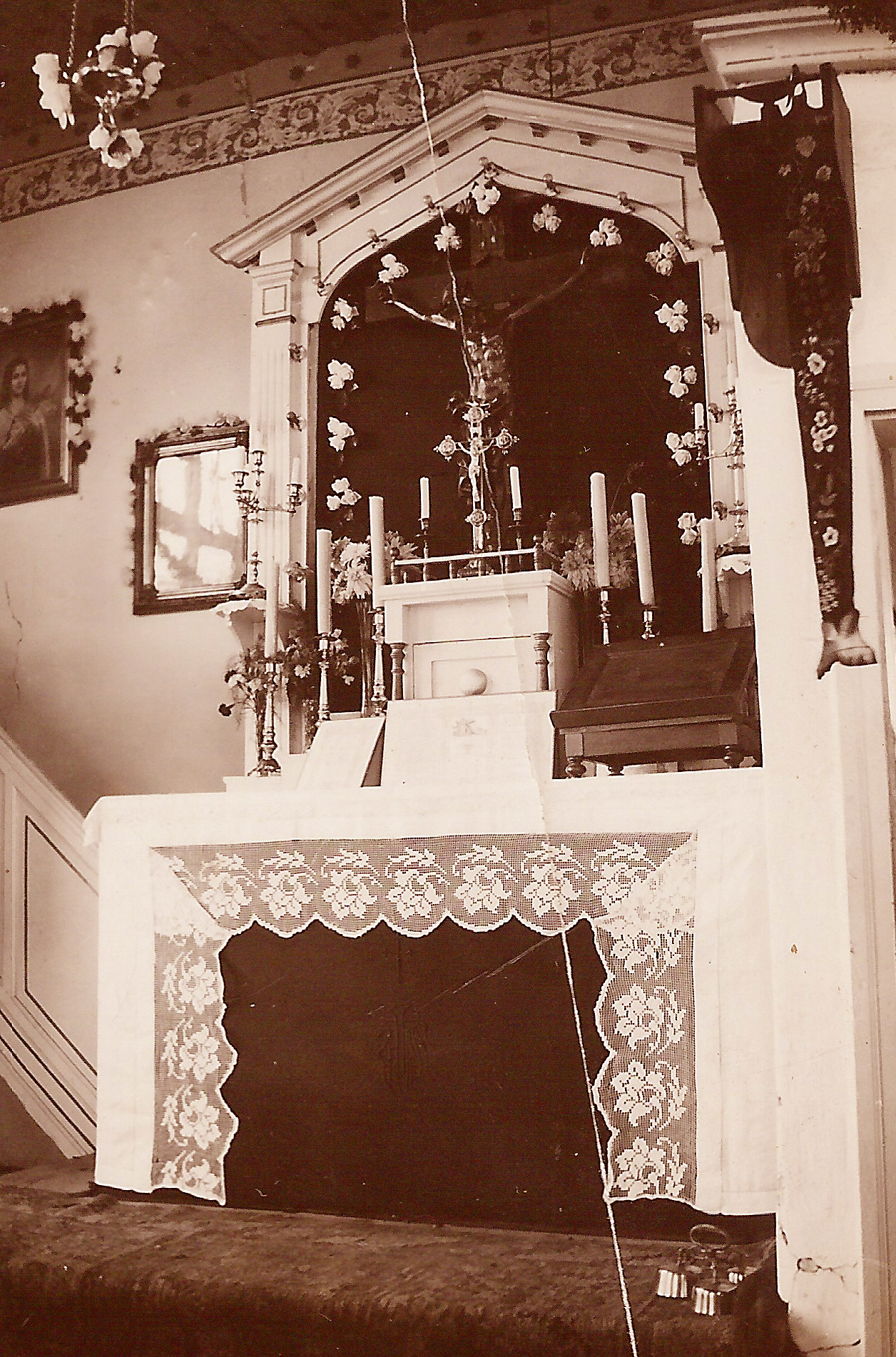
Ołtarz z kaplicy z Otłoczyna z 1867 w 1932 roku

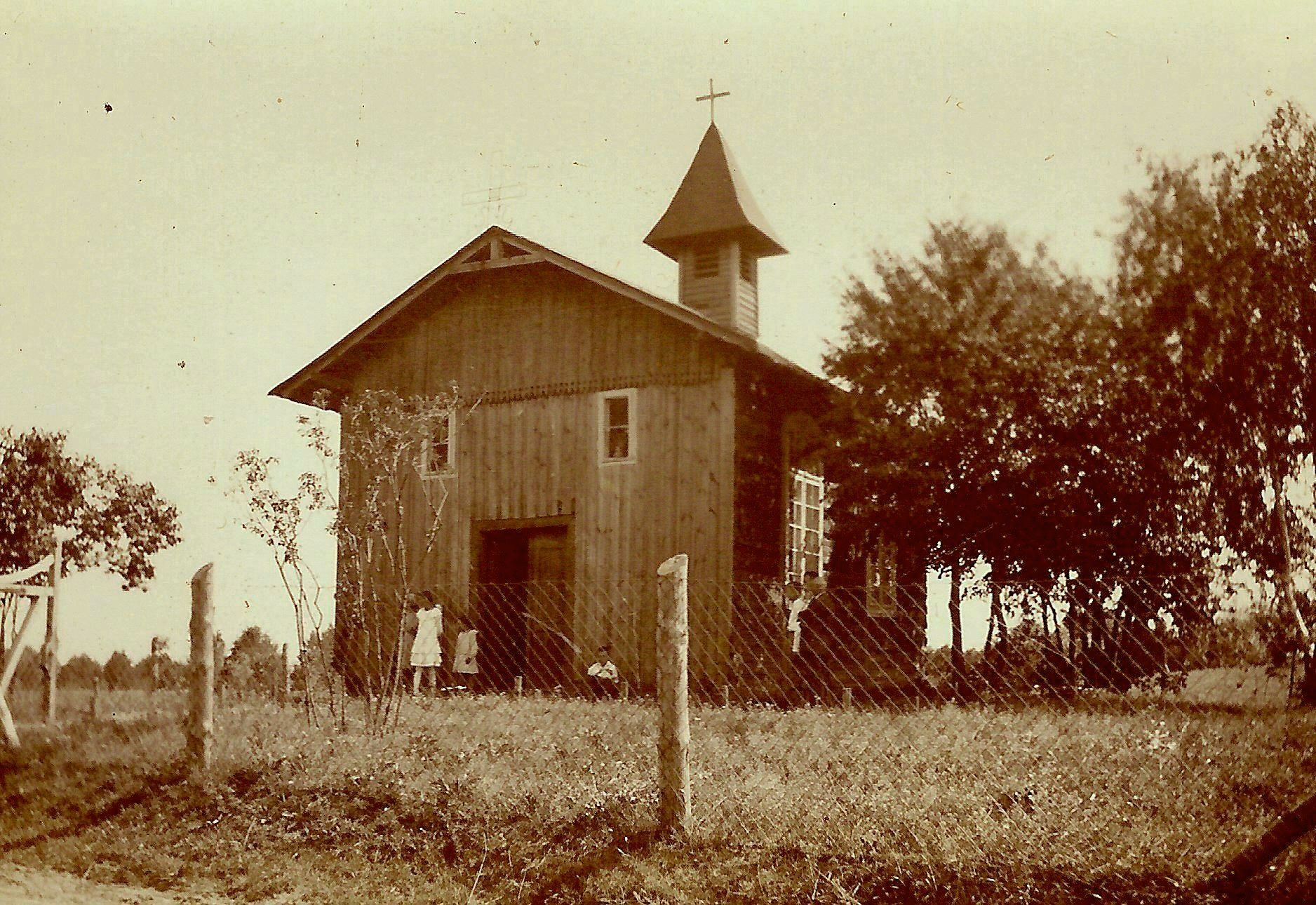
Kaplica z Otłoczyna z 1867 w 1932 roku

Otłoczyn w 1793 r. po II rozbiorze Polski został zagrabiony do Prus. Od 1807 r. do 1815 należał do Księstwa Warszawskiego, by na mocy postanowień kongresu wiedeńskiego, dnia 22 września znów powrócić w niewolę Prus. Ostatecznie w owych czasach granicę w Otłoczynie delimitowano w 1823 r. Jej opis od strony protektoratu rosyjskiego z tych czasów:

Zacząwszy od Wisły, gdzie stał czerwony krzyż, postawiono pierwszy słup graniczny z orłem bez numeru. Od tego punktu granica idzie nad strugą Tążyną pomiędzy łąkami hollendrów Wołuszewa z polskiej i Otłoczyna z pruskiej strony, aż do okupnika Drozdowskiego, a w tym dystansie postawiono także dwa słupy także bez numeru, dalej przez dawny trakt z Nieszawy do Torunia przy posterunku Wygoda, gdzie istniał szlangban zamykany i czatownia kozacka, ze strony pruskiej zaś stał młyn Kutt, gdzie nad strugą ustawiono słup nr 74” (pierwszy budynek miejscowości – Otłoczynek – a następne dalej w górę rzeki Tążyny aż do karczmy Pieczonka); „dalej przy folwarku Ukleja, który żyd trzymał w dzierżawie, oraz środkiem lasów służewskich królewsko-pruskich do miasta Torunia należących przy szlangbanie na osadzie Rożen mianowicie na toruńskim trakcie, naprzeciw którego za mostem na pruskiej stronie jest karczma Pieczonka

W latach 50. XIX w. grupa przemysłowców polskich i zagranicznych (niemieckich, belgijskich i in.) rozpoczęła starania o zbudowanie linii kolejowej łączącej Królestwo Polskie z Rosją i Prusami oraz in. krajami zachodnioeuropejskimi. Nową linię proponowano budować z Łowicza mającego już wówczas połączenie poprzez Skierniewice z Warszawą, przez Kutno, Włocławek, Toruń do Bydgoszczy. Władze rosyjskie odnosiły się początkowo negatywnie do tej inicjatywy i dopiero po wybudowaniu linii kolejowej z Bydgoszczy do Otłoczyna – ostatniej stacji przed granicą prusko-rosyjską, wyraziły zgodę na rozpoczęcie budowy kolei nadwiślańskiej. W tym celu powołano Towarzystwo Kolei Żelaznych, które rozważało różne warianty przebiegu linii kolejowej, m.in. przez Włocławek, Nieszawę, Ciechocinek lub Brześć Kujawski i Służewo. Wymienione miejscowości nie wyraziły zgody na budowę kolei więc na budowę stacji granicznej wybrano tereny zaoferowane przez Władysława Trojanowskiego – wieś Białe Błota położoną w odległości 2 km od granicy przebiegającej wzdłuż rzeki Tążyny.
W lutym 1857 r. podpisano umowę rosyjsko pruską o budowie kolei żelaznej zwanej koleją warszawsko-bydgoską. Budowę rozpoczęto w maju 1861 roku, a już w dniu 4 grudnia 1862 roku uruchomiono połączenie kolejowe Prus z Rosją z Bydgoszczy do Łowicza. Otwarto przejście graniczne Otłoczyn – Białe Błota, gdzie nowo budowany dworzec nazwano Alexandrowo (dzisiaj miasto Aleksandrów Kujawski). Uruchomienie linii kolejowej odbyło się bez rozgłosu. Nowy szlak handlowy przebiegający przez Otłoczyn oficjalnie nazwano Drogą Żelazną Warszawsko-Bydgoską. Jak podawał ówczesny Tygodnik Ilustrowany nr 174 z 1863 roku, Na pamiątkę zbudowania drogi bydgoskiej wykonano w Brukseli medal z brązu, mający około 3 cali średnicy. Medal ten przedstawia z jednej strony parochód w biegu, a z drugiej wymienione są nazwiska założycieli towarzystwa drogi żelaznej, członków rady zarządzającej, byłego dyrektora i starszego inżyniera naczelnie prowadzącego budowę. Nowy Przysiółek Otłoczyna zwano powszechnie w owych czasach Komornickie Budy.
Kiedy poznano i udokumentowano walory klimatyczne terenu rozlewiska Wisły od Torunia do Nieszawy zwanego oficjalnie w dokumentach od drugiej połowy XIX wieku Nieszawską Niziną ranga Otłoczyna znowu wzrosła, tym razem jako miejscowości letniskowo-wypoczynkowej. Po drugiej stronie granicy zaboru Rosyjskiego istniało już uzdrowisko – Ciechocinek. Mieszkańcy Torunia przyjeżdżali w salonkach kolejowych na bocznice stacji Otłoczyn, w nich spędzali noce, a w dzień korzystali z uroków Otłoczyna położonego w pierwszej strefy klimatycznej Nieszawska Nizina. Na wzgórzach widokowych powstały tarasy i letniskowe budynki dancingowe. W końcu XIX wieku rozpoczęto regulację Wisły od Torunia do granicy, a objęto tą inwestycją nawet brzeg Wisły wsi Słońsk i Ciechocinka zaboru rosyjskiego. W tym czasie powstała jednostka (najstarsza na tym terenie) OSP Grabie-Otłoczyn, starsza była tylko jednostka OSP w Toruniu. Z tamtych czasów pochodzą liczne umocnienia ziemne, gdyż Otłoczyn jako miejscowość nadgraniczna był elementem XIX-wiecznej twierdzy Toruń.
W początkach XX w. w Otłoczynie były dwa kościoły protestancki i katolicki, dwa młyny, pięć karczm, powozownie, hotel, posterunek policji, areszt, szkoła, i poczta. Zgromadzenie Sióstr Franciszkanek Rodziny Maryi prowadziło przedszkole. W 1905 na osi dworca kolejowego wybudowano nowy neogotycki kościół protestancki parafii Otłoczyn. Tereny starego Otłoczyna z ruiną kościoła parafii Otłoczyn (która obejmowała swym zasięgiem od północy sąsiednią wieś Kuczek, a od zachodu Brzeczkę i Maciejewo), zostały wykupione przez kolonizatorów niemieckich i nazwane Balkau. W latach 1904–1906 trwał spór sądowy między F. Kröningiem posiadaczem Wolfskampe a Skarbem Państwa reprezentowanym przez Naczelnego Prezydenta Prowincji Prusy Zachodnie (sprawy graniczne). Tak nazwano należącą do Otłoczyna Wilczą Kępę.
Do 1920 roku istniała w Otłoczynie granica pomiędzy zaborem pruskim a wolną już Polską. Po odzyskaniu niepodległości, w pierwszej połowie XX wieku, odwieczną nazwę niziny – Otłoczyny, nazwanej w projektach regulacji Wisły Niederung (Nieszawska Nizina, 1891–1904) nazwano |Nizina Ciechocińska (1927), Balkau – Brzozą a tereny za torami kolejowymi od Otłoczynka i Stanisławowa z Górą Barbary, Górą Otłoczyn i kaplicą do karczmy Kuchnia przysiółka Karczemka oraz Wilcza Kępa powróciły do Otłoczyna.

### II Rzeczpospolita

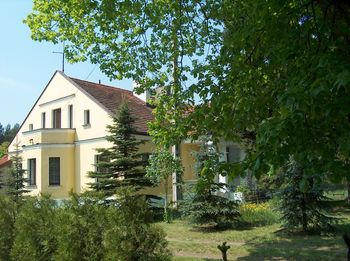
Dom kpt. Chruścickiego – 1930

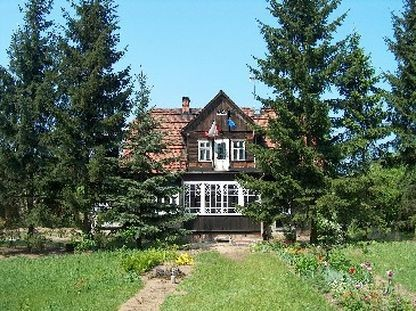
Dom kpt. Wł. Bereźnickiego – 1930

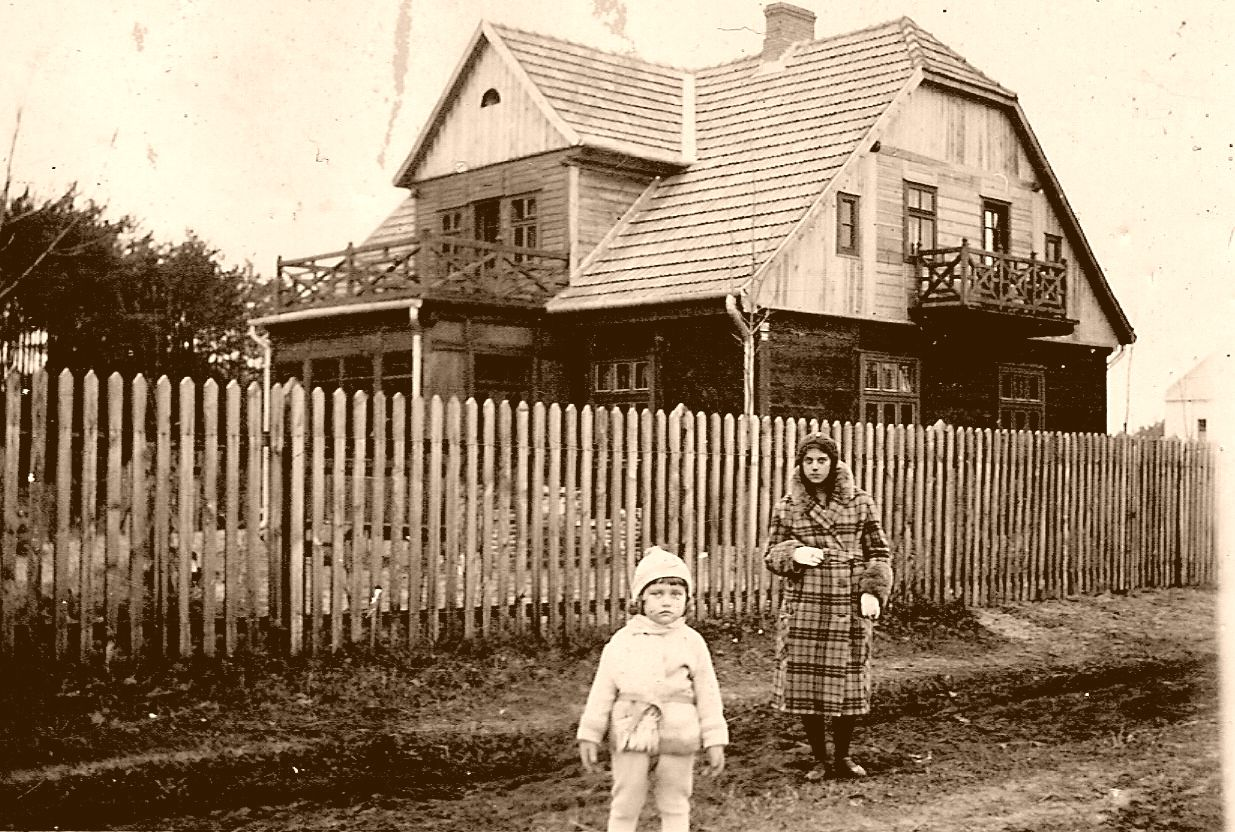
Dom w Otłoczynie – 1932

Po odzyskaniu niepodległości władze polskie przywiązywały dużą wagę do walorów mikroklimatycznych i krajobrazowych Otłoczyna. W 1927 roku powstał projekt oraz wprowadzono umocowania prawne charakterystyczne dla miejscowości uzdrowiskowo-wypoczynkowej. Podobne jak dla Konstancina czy Podkowy Leśnej, tak zwane „miejscowości ogrody”. W dokumencie tym zakładano, że zamożni kuracjusze, nie chcąc mieszkać w warunkach hotelowych dwu-, trzyosobowych pokoi sanatoryjnych, wspomogą leczenie w Ciechocinku, wynajmując dla siebie całe pawilony w bezpośrednim kontakcie z ciszą i przyrodą Otłoczyna. Pierwszymi, którzy kupowali działki budowlane w Otłoczynie byli oficerowie Armii Pomorze z Torunia, ale nie tylko bo również wielu mieszkańców Warszawy i Gliwic, Katowic.
Siostry Rodziny Maryi prowadziły całotygodniowe przedszkole również dla dzieci kuracjuszy korzystających z leczenia w Ciechocinku. W lesie otłoczyńskim na dużym ogrodzonym terenie powstał Dom Kuracjusza cieszący się ogromnym powodzeniem. Zaprojektowano budynek sanatorium i odwiert źródła solanki. W związku z prawdopodobną inwazją Niemiec na Polskę w 1939 roku ukończono szosę, łączącej dogodną komunikacją Armię „Pomorze” z Armią „Łódź”. Przygotowano plan przestrzennego zagospodarowania uzdrowiska, wytyczono wiele ulic poprzecznych do szlaku bursztynowego, przy których sprzedano działki budowlane. II wojna światowa przerwała ten dobrze zapowiadający się okres dla miejscowości – m.in. przerwano budowę sanatorium.

### II wojna światowa

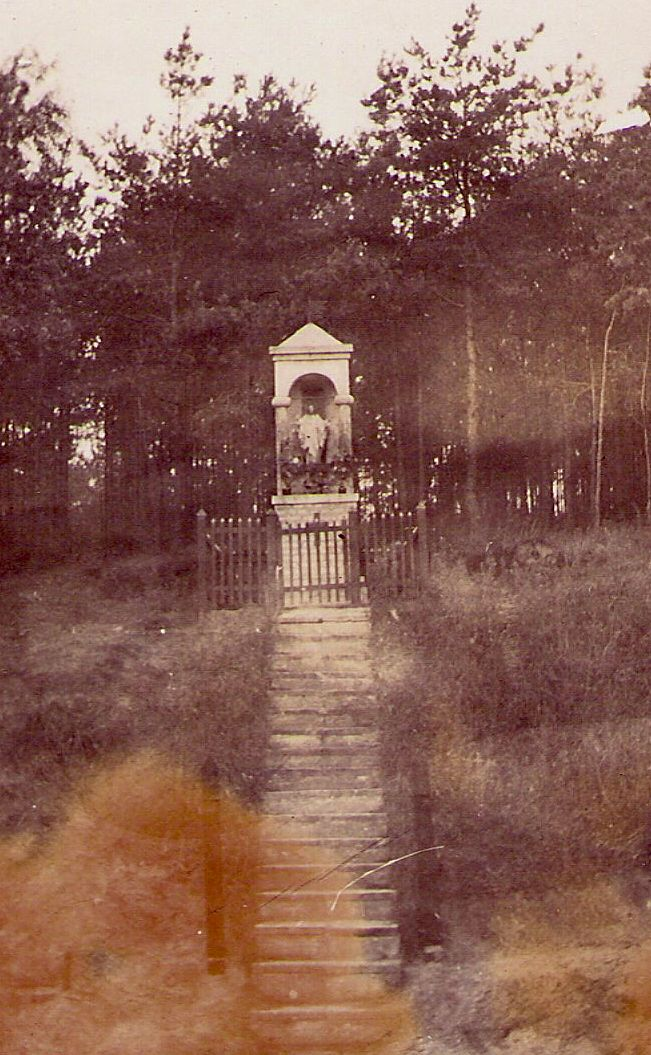
Kapliczka NSPJ – zburzona w 1939 r.

W czasie wojny obronnej Otłoczyn został włączony w granice administracyjne Rzeszy Niemieckiej. Mieszkańcom, którzy nie podpisali volkslisty, zabrano domy i gospodarstwa rolne, zamieszkali w nich okupanci. W jednym z odebranych domów przez żandarma niemieckiego, przy którym na wzgórzu stała murowana kapliczka NSPJ, prowadzono dom wypoczynkowy dla dziewcząt z Hitlerjugend. Zburzono, więc kapliczkę, spalono też katolicki drewniany kościółek, młyn hollendra, który nie podpisał volkslisty, jak i również budynek Zgromadzenia Sióstr Franciszkanek Rodziny Maryi w którym prowadziły przedszkole.
Pracownik leśny Józef Kwiatkowski (ur. 1895) sołtys Otłoczyna jako przedstawiciel polskiej władzy oraz Julian Wojciechowski (ur. 1897) robotnik rolny i działacz społeczny zostali aresztowani, uwięzieni w toruńskim Forcie VII i zamordowani w 1939 r. w miejscu masowej kaźni, zwanym Barbarka. Figurka Chrystusa ukryta przez jednego z mieszkańców – Grzegorza Jezierskiego, przetrwała wojnę pomimo zorganizowanej przez Niemców akcji poszukiwania jej pod groźbą kary śmierci dla tego, kto mógł wiedzieć i nie zdradzi miejsca jej przechowywania. Na pamiątkę tego zdarzenia, po wojnie kościół w Otłoczynie otrzymał wezwanie Najświętszego Serca Pana Jezusa. W Domu Kuracjusza prowadzono niemiecką szkołę.

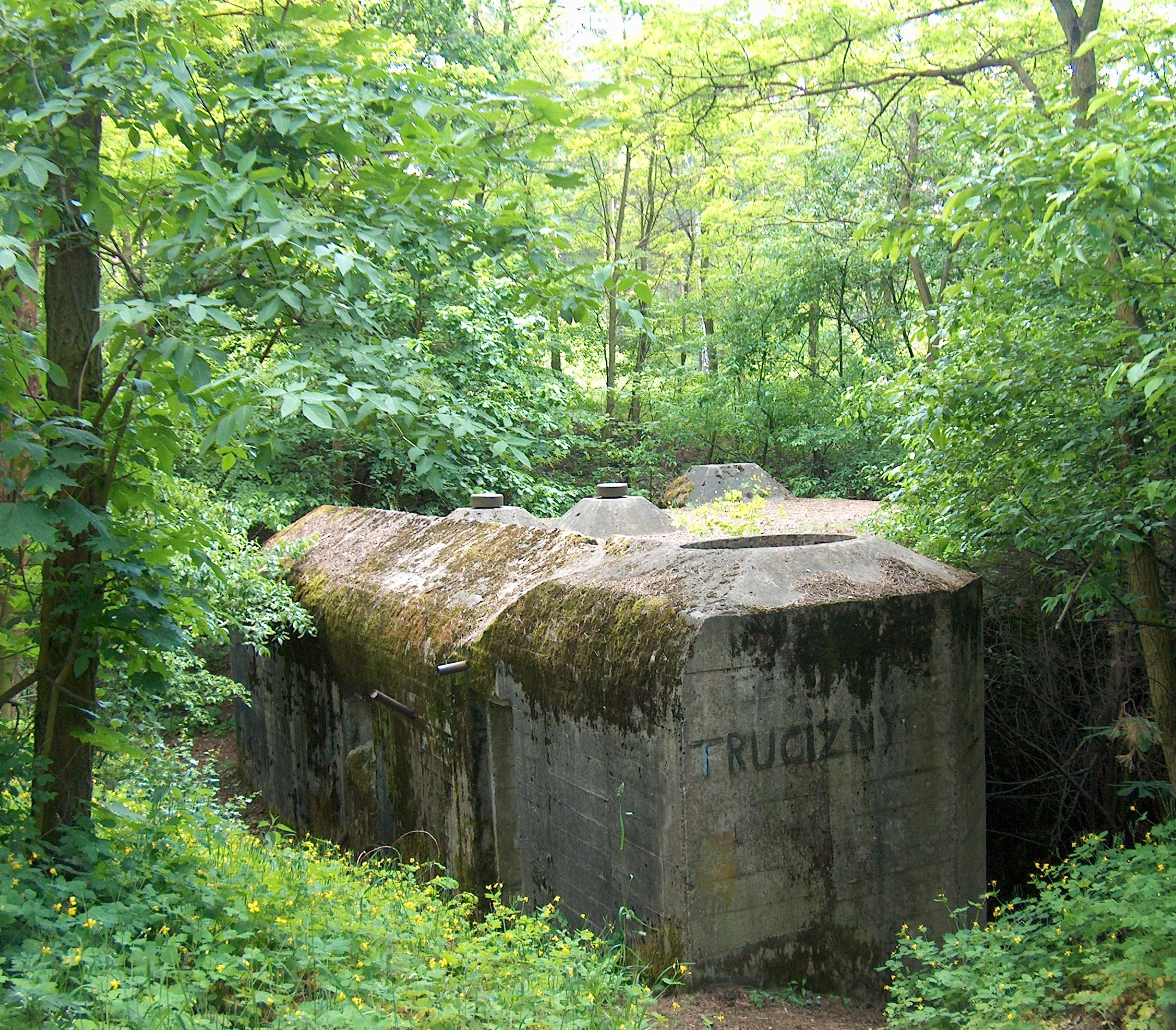
Bunkier nad Tążyną z 1944 roku

Pod koniec wojny, w 1944 roku, Toruń ogłoszono twierdzą i wojsko przystąpiło do inżynieryjnej rozbudowy umocnień zewnętrznego pasa obrony „Toruńskiego Rejonu Umocnionego” (wraz z Grudziądzem i Fordonem). System obrony składał się z obwodu zewnętrznego i wewnętrznego. Obwód zewnętrzny ciągną się przez punkty oporu z żelbetowymi stanowiskami bojowymi i schronami w rejonie Olka, Łysomic, Brzozówki, Otłoczyna i Wymysłowa. W Otłoczynie wykopano trzy pasy rowów przeciwczołgowych i wiele transzei.
Wewnętrzny obwód obrony opierał się na linii frontów i został wzmocniony rowami przeciwczołgowymi. Utworzono kilka obozów pracy dla wielu tysięcy przymusowych robotników. Wzdłuż rzeki Tążyny powstały umocnienia artyleryjskie i ziemne, rowy przeciwpancerne i trzy linie okopów. Niemcy wycofali się z tej okolicy bez walki, gdy zaistniało niebezpieczeństwo oskrzydlenia pozycji. Ewakuacja została przeprowadzona z powodzeniem nocą 30 stycznia 1945 r.

### PRL

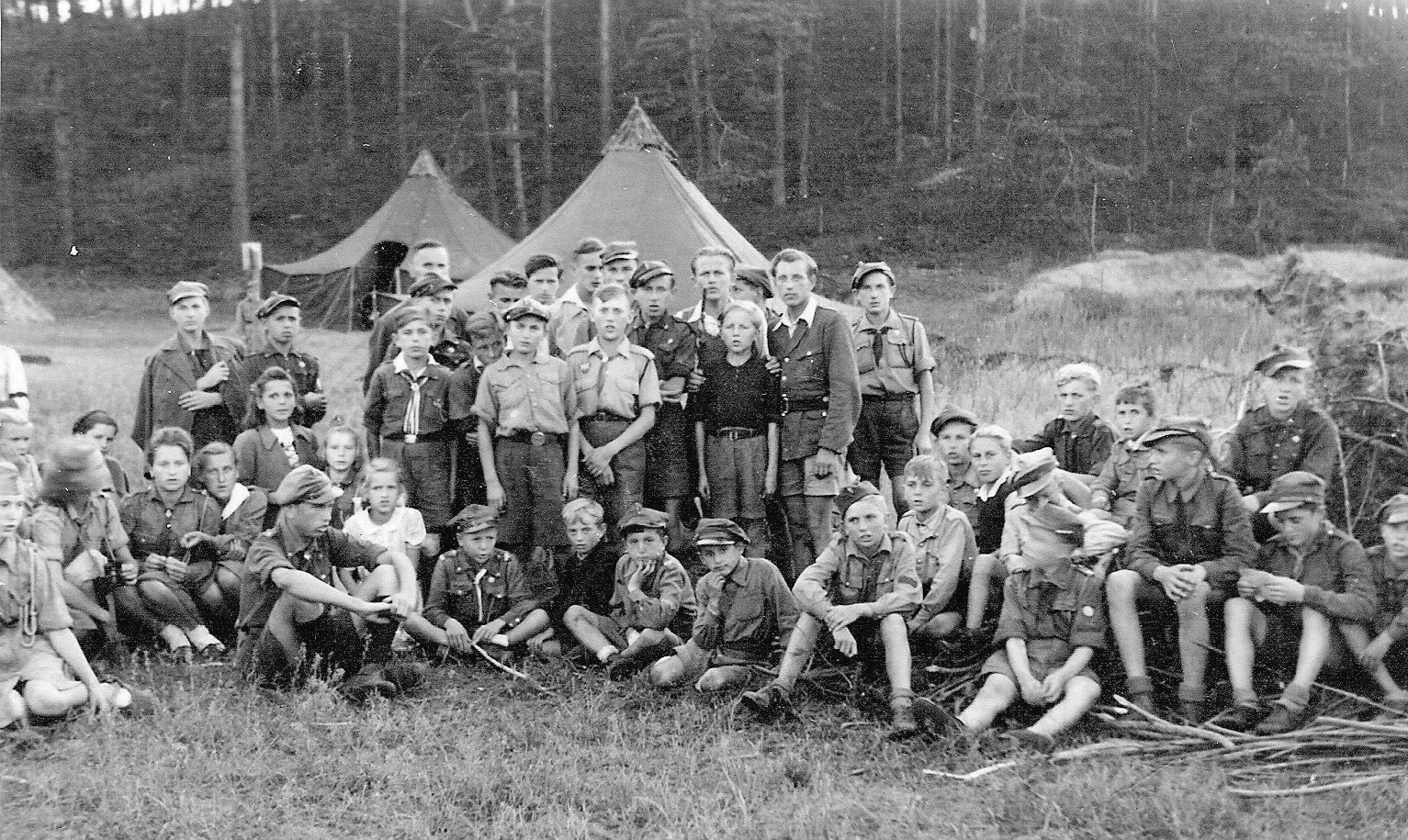
9. Drużyna Harcerska z Torunia na obozie w Otłoczynie-Karczemce w 1946 roku

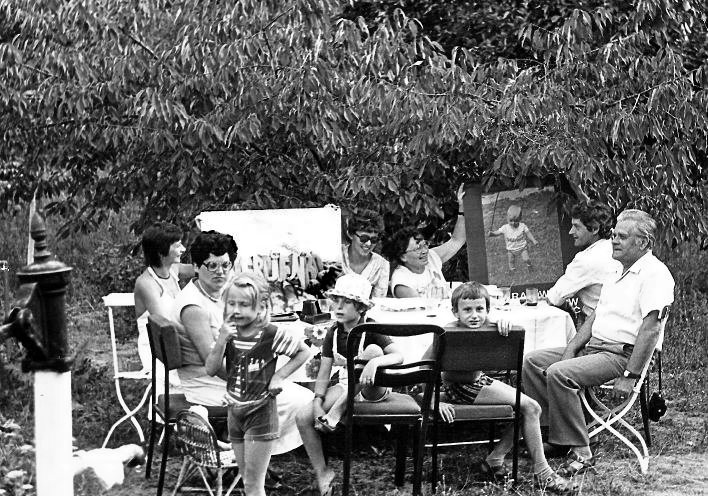
Ania Walentynowicz podczas wypoczynku w Otłoczynie – 1983 rok

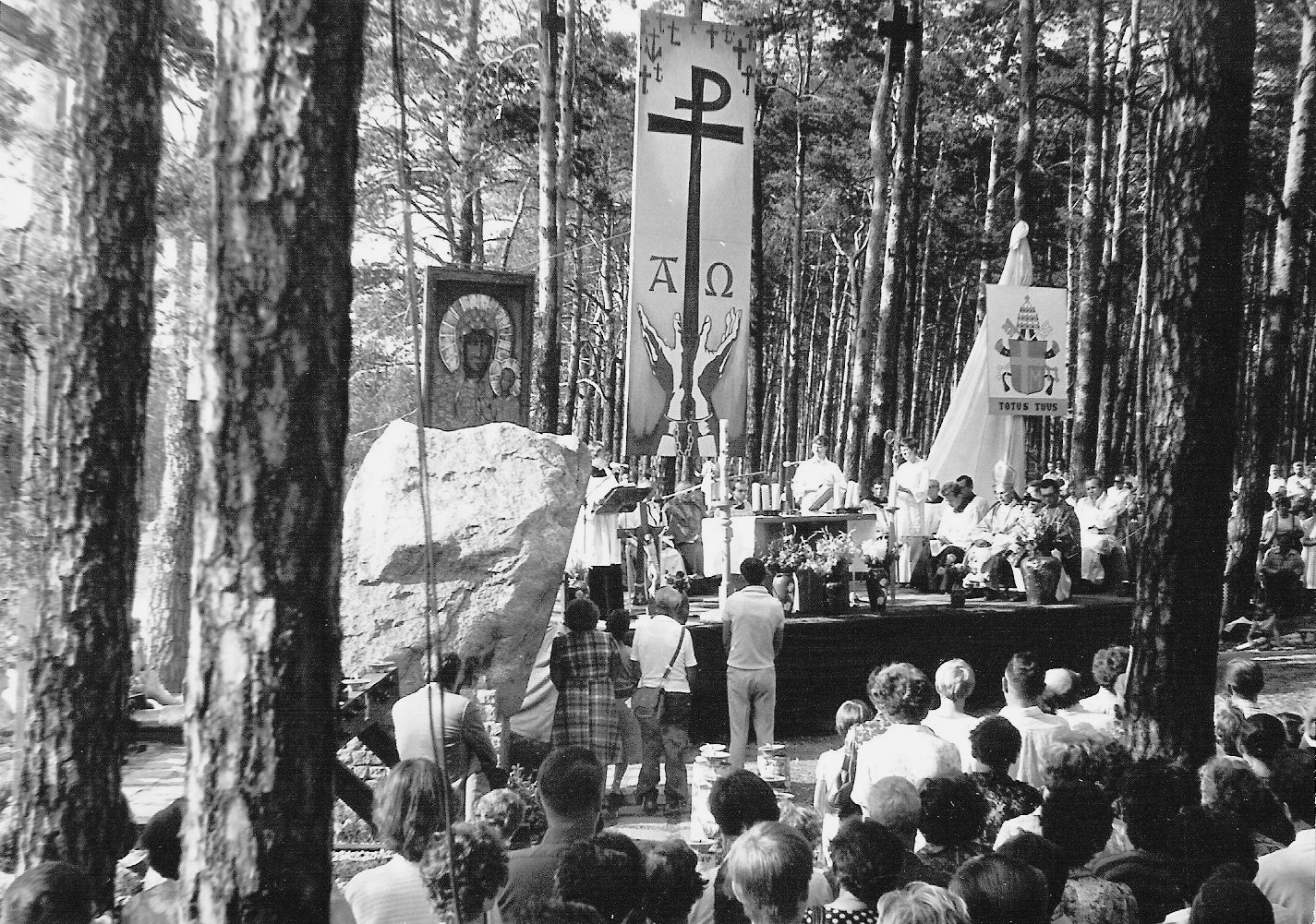
Msza święta w rocznicę wypadku kolejowego w Otłoczynie – 1984 rok

Po wojnie władze PRL-u uznały Otłoczyn za typową wieś rolniczą. Mieszkańcy, którzy powrócili do swoich domów, teraz zmuszeni byli dzierżawić ziemię, by wywiązać się z obowiązkowej kontraktacji. Na części terenu przedwojennej gminy Popioły (rozbudowywanej w czasie wojny przez Niemców Twierdzy Toruń), powiększono istniejący już poligon wojskowy. Zajęto dużą część Otłoczyna. W 1946 roku budynki części ówczesnego Otłoczynka, Stanisławowa i karczmą „Kuchnia”, przysiółków Otłoczyna (od linii kolejowej do karczmy Pieczonka), znalazły się na terenie nowo powstałego poligonu wojskowego. Domy osady zniszczono, a mieszkańców wysiedlono. Ocalała jedynie kapliczka. W pierwszej połowie lat siedemdziesiątych, pomimo braku zgody prymasa Polski, kardynała księdza biskupa Stefana Wyszyńskiego, kapliczka została rozebrana i znalazła się w nowo powstającym w 1975 roku Wielkopolskim Parku Etnograficznym w Dziekanowicach nad jeziorem Lednickim. Uznano, że typowo wiejskiej miejscowości niepotrzebna jest droga brukowana przez wieś, więc bruk rozebrano i wywieziono. Założono, że jednak będzie kontynuowany istniejący od dwustu lat charakter uzdrowiskowy miejscowości. W Domu Kuracjusza położonym w siole Otłoczyna zwanym Parchoł, utworzono dom kolonijny dla dzieci pracowników UMK w Toruniu, z czasem przemieniony na Ośrodek Młodzieżowych Hufców Pracy. W szkole działało w okresie letnim schronisko młodzieżowe, a na terenach nadwiślańskich w Karczemce camping i pola namiotowe.
Uzdrowisko w całości miało być państwowe. Ograniczono znacznie prawo do prywatnej zabudowy, dziedziczenia i kupna nieruchomości. Projekt realizacji uzdrowiska nigdy nie został rozpoczęty, choć przy wprowadzaniu reformy administracyjnego podziału Polski Otłoczyn (zawsze związany z Toruniem) znalazł się w województwie włocławskim. Uzasadniono to tym, że skoro Ciechocinek jest w województwie włocławskim, to powinno być również w nim uzdrowisko Otłoczyn. Planowano postawienie tamy na rzece Tążynie, a nad brzegiem kąpieliska w Otłoczynku kasyna gry, hoteli i sanatoriów – „Otłoczyn dla dewizowców a Ciechocinek dla krajowców”. Władze województwa toruńskiego nie mogły się na to zgodzić bez pewnych ustępstw władz województwa włocławskiego.
Zlikwidowano Nadleśnictwo Otłoczyn i przeniesiono je do Gniewkowa. Leśnictwo Otłoczyn pozostało w granicach wsi, ale Leśnictwo Karczemka oraz duża część tego prastarego sioła Otłoczyna i poligon z terenami Karczemki, Otłoczyna i Otłoczynka zostały włączone do wsi Brzoza. Białe Błota włączono do terenów miasta Aleksandrów Kujawski i zmieniono nazwę prawobrzeżnego Otłoczynka (Gromada Ośno) na Białe Błota. Lukę tę wypełniło włączenie części lewobrzeżnego Otłoczynka (gromada Otłoczyn), czyli nowego sołectwa Otłoczyn do sołectwa Białe Błota. Formalnie nie było żadnych zmian czy braków miejscowości. Pozostała część Niziny Ciechocińskiej znalazła się w Gminie Raciążek. Niedługo po podziale administracyjnym zlikwidowano gminę Raciążek za bezprawny handel terenami wokół Ciechocinka. Część włączono w granice Ciechocinka, a pozostałe tereny do gminy Aleksandrów Kujawski. W 1986 roku Wojciech Jaruzelski uchylił przepisy dotyczące ochrony, a zarazem blokady tej części terenu Niziny Ciechocińskiej, ostatecznie zrezygnowano z budowy PPUO – Państwowego Przedsiębiorstwa Uzdrowisko Otłoczyn. Rozpoczął się naturalny obrót ziemią.
19 sierpnia 1980 pod Otłoczynem, na linii kolejowej nr 18 z Piły do Kutna, doszło do największej katastrofy kolejowej w powojennej historii Polski – w wyniku zderzenia dwóch pociągów śmierć poniosło 67 osób.

### III Rzeczpospolita
W 1993 roku Komisja Statutowa Rady Gminy Aleksandrów Kujawski przygotowała założenia prawne do Statutu Gminy, chroniące Nizinę Ciechocińską, lecz nie zostały one zaaprobowane przez wojewodę włocławskiego.
W 1993 roku na terenie Otłoczyna powstały Warsztaty Terapii Zajęciowej "Karczemka" dla 50 osób niepełnosprawnych, prowadzone przez Fundację im. Brata Alberta. W 2001 r. w tym samym obiekcie powstała też Świetlica Terapeutyczna dla kilkunastu dzieci.
We wsi prowadzi działalność ośrodek wypoczynkowy: „Dolina Koni Ośrodek Rekreacji Konnej” położony w centrum regionu określonego jako Obszar Chronionego Krajobrazu „Nizina Ciechocińska”.

## Zabytki
Według rejestru zabytków NID na listę zabytków wpisane są:
- kościół ewangelicki, obecnie rzymskokatolicki parafialny pw. Najświętszego Serca Pana Jezusa, 1905, nr rej.: A/478 z 23.01.1995
- cmentarz przykościelny, ok. 1905, nr rej.: j.w.

## Kultura
- Towarzystwo Przyjaciół Niziny Ciechocińskiej
- koło gospodyń wiejskich w Otłoczynie
- dom kultury

## Przedstawiciele w samorządzie gminnym
- 1990–1994: radny: Jacek Krzyżyński – Komitet Obywatelski, wójt gminy Aleksandrów Kujawski: Janusz Pawlicki, zgłoszony przez komitet wyborczy PSL, SLD.
- 1994–1998: radny: Jacek Krzyżyński – Komitet Obywatelski, wójt gminy Aleksandrów Kujawski: Janusz Pawlicki, zgłoszony przez komitet wyborczy PSL, SLD.
- 1998–2002: radni: Mieczysław Kołodziej – niezależni, wójt gminy Aleksandrów Kujawski: Janusz Pawlicki, zgłoszony przez komitet wyborczy PSL, SLD.
- 2002–2006: radni: Stanisław Bonowicz, Arkadiusz Świątkowski (do 2005) – Kujawska Inicjatywa Samorządowa. od 2005–2006 – wójt gminy Aleksandrów Kujawski: Wiesław Szarecki, z wyboru, popierany przez komitet wyborczy PSL, SLD.
- 2006–2010: radni: Stanisław Bonowicz, Jacek Krzyżyński – Kujawska Inicjatywa Samorządowa, wójt gminy Aleksandrów Kujawski: Andrzej Olszewski, z wyboru, kandydat Komitetu Wyborczego Kujawskiej Inicjatywy Samorządowej.
- 2010–2014: radni: Stanisław Bonowicz, Jacek Krzyżyński – KWW Gmina Wspólny Dom, wójt gminy Aleksandrów Kujawski: Andrzej Olszewski, z wyboru, kandydat KWW Gmina Wspólny Dom.
- 2010–2014: radny: Arkadiusz Świątkowski – Platforma Obywatelska

## Transport
- Autostrada A1 E75: Gdańsk (S6/S7) – Toruń – Łódź – Piotrków Trybunalski – Częstochowa – Gliwice – Gorzyczki – granica państwa (Czechy)
- Droga krajowa nr 91: Gdańsk – Toruń – Łódź – Piotrków Trybunalski – Częstochowa – Wojkowice Kościelne – Dąbrowa Górnicza – Tychy – Cieszyn – granica państwa (Czechy)
- Droga wojewódzka nr 291: Otłoczyn (stacja kolejowa) – droga krajowa nr 91
- Linia kolejowa nr 18: Piła Główna – Kutno

## Szlaki turystyczne
Otłoczyn stanowi węzeł pieszych szlaków turystycznych. Przebiegają tędy:
- szlak im. S. Noakowskiego (41 km): Toruń – Rudak – Czerniewice – Karczemka – Otłoczyn – Wołuszewo – Ciechocinek – Raciążek – Nieszawa
- szlak Solny (11 km): Otłoczyn – Otłoczynek – Odolion – Kuczek
- szlak Wiślany (8 km): Otłoczyn – Słońsk Dolny – Ciechocinek.
- szlak rowerowy (63 km): Toruń – Brzoza – Otłoczyn – Wołuszewo – Ciechocinek – Raciążek – Nieszawa – Włoszyca – Gąbinek – Włocławek